# Telegrama Höfle

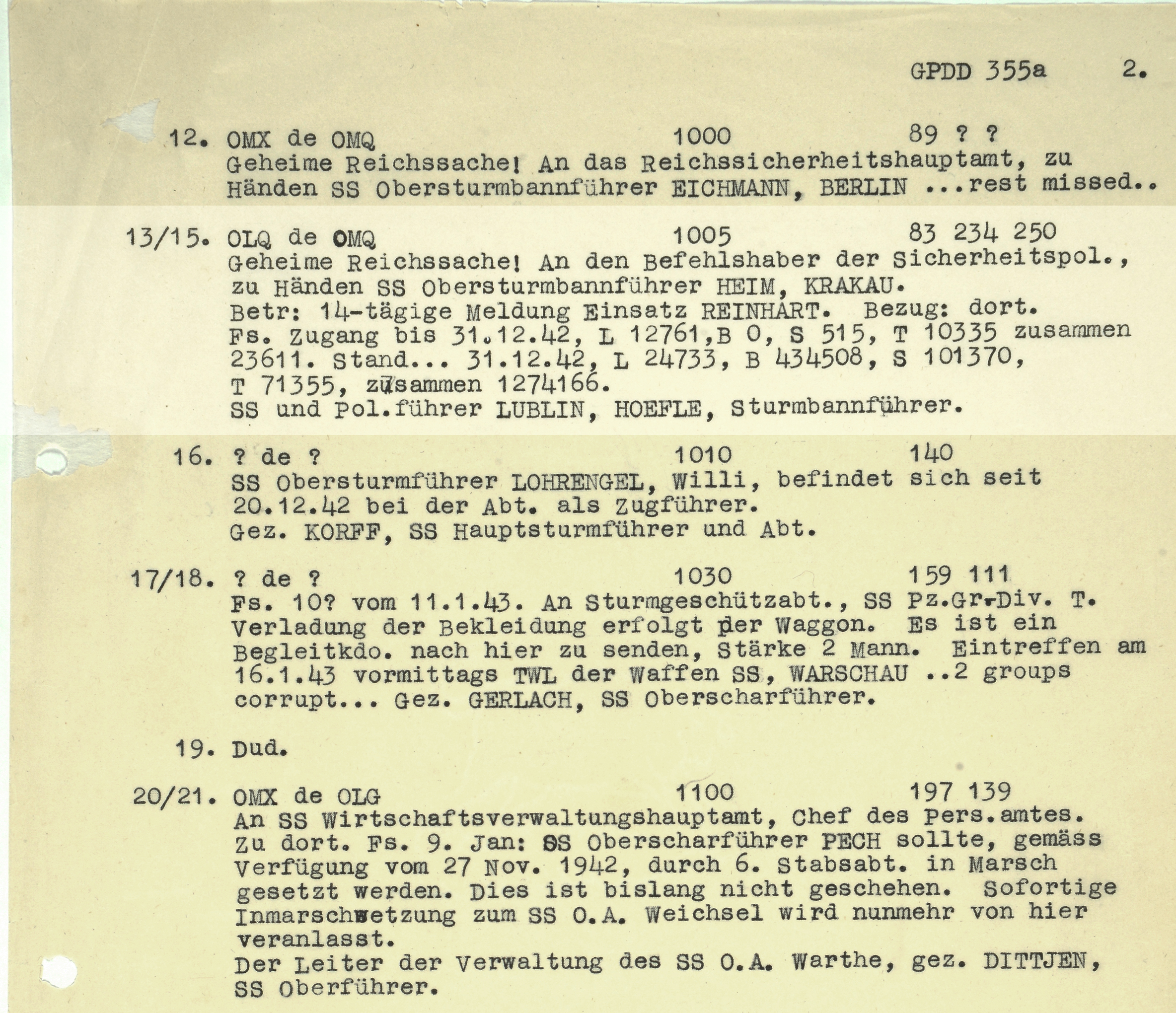
El Telegrama Höfle

El Telegrama Höfle (o Telegrama Hoefle) es un documento críptico de una página, descubierto en 2000 entre los archivos desclasificados de la Segunda Guerra Mundial de la Public Record Office (en inglés: Oficina de Registros Públicos) en Kew, Inglaterra. El documento consta de varios cables traducidos, entre ellos un mensaje de alto secreto enviado por el SS Sturmbannführer Hermann Höfle el 11 de enero de 1943; uno, al SS Obersturmbannführer Adolf Eichmann en Berlín, y otro al SS Obersturmbannführer Franz Heim en Cracovia.
El telegrama contiene las estadísticas detalladas sobre los homicidios de judíos en 1942 en los campos de exterminio de la Operación Reinhard, incluidos Belzec (B), Sobibor (S), Treblinka (T) y Lublin-Majdanek (L). Los números fueron compilados y citados por Höfle probablemente a partir de los registros muy precisos compartidos con la Deutsche Reichsbahn (GRD). Aunque los registros de trenes del Holocausto fueron notoriamente incompletos según lo revelado por la Comisión Principal para la Investigación de Crímenes Alemanes contra la Nación Polaca, los números citados arrojan una nueva luz sobre el estándar de prueba probatorio para el alcance de los crímenes cometidos por las SS. El telegrama ofreció llegadas de trenes en la quincena anterior, así como llegadas acumuladas hasta el 31 de diciembre de 1942, para los campos de exterminio durante la fase más mortal de la "Solución final".

## De fondo

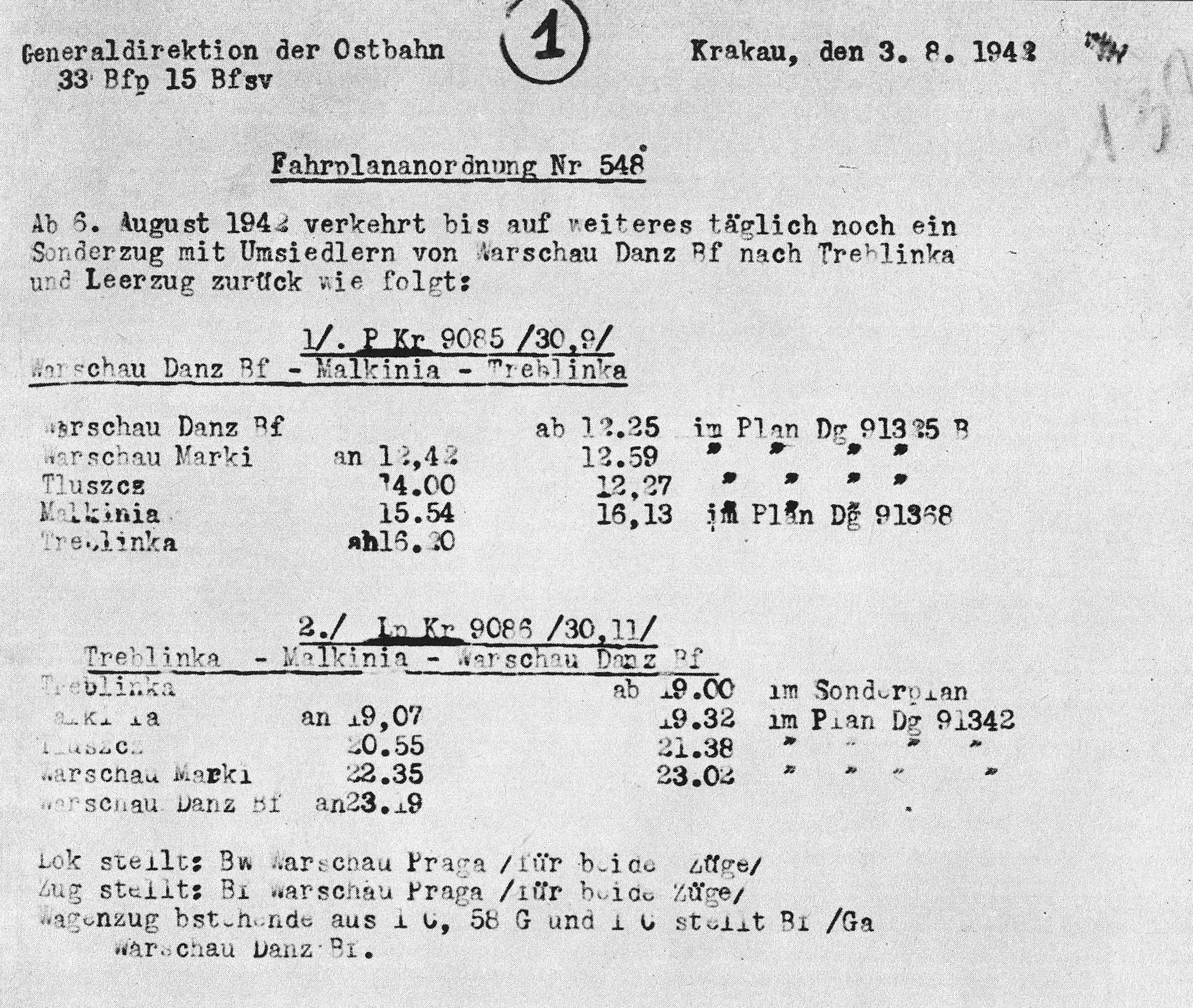
La carta de porte alemana preparada por la Generaldirektion der Ostbahn el 3 de agosto de 1942 para el tren lanzadera N.º 548 que sale de la estación Warszawa Gdańska y llega a Treblinka a partir del 6 de agosto de 1942 en adelante; horario exacto. Propósito: deportaciones diarias; volviendo vacío. No hay un número de presos específicos.

Todos los trenes del Holocausto fueron dirigidos por la Deutsche Reichsbahn. Las SS le pagaron a los ferrocarriles alemanes el equivalente a un boleto de tercera clase por cada prisionero transportado a través de los trenes del Holocausto (Sonderzüge) a los campos de exterminio de la Operación Reinhard desde guetos en la Europa ocupada y guetos judíos en Polonia. Los niños menores de cuatro años no pagaban. El pago fue cobrado a la SS por la Autoridad de Transporte Alemana en nombre del Reichsbahn según un cronograma, a un costo de 4 Pfennig por kilómetro recorrido. Las cartas de porte reales no incluían el número de prisioneros en cada vagón de ganado porque los cálculos estaban predeterminados. El medio de envío estándar era un vagón de mercancías cubierto de 10 metros de largo, aunque los vagones de pasajeros de tercera clase también se usaban con boletos de tren pagados por los propios judíos, cuando las SS querían mantener el mito del "reasentamiento para trabajar en el Este". El manual de ferrocarriles de la DRB, que fue utilizado por la SS para hacer pagos, tenía una capacidad de carga listada de cada configuración de trenes en 50 vagones de carga, cada uno cargado con 50 prisioneros.
En realidad, los vagones de carga se llenaron con hasta 100 personas y se cargaron rutinariamente desde un mínimo de 150% a 200% de capacidad por el mismo precio. Notablemente, durante la deportación masiva de judíos (Grossaktion) desde el Gueto de Varsovia a Treblinka en 1942, los trenes llevaron hasta 7.000 víctimas cada uno, lo que redujo el costo para las SS en más de la mitad. Según un informe pericial establecido en nombre del proyecto alemán "Tren de Conmemoración", los recibos cobrados por la empresa estatal Deutsche Reichsbahn para deportaciones masivas en el período comprendido entre 1938 y 1945 alcanzaron una suma de 664 525 820,34 dólares de los EE. UU.

## Traducción
El Telegrama Höfle es un mensaje decodificado, encriptado en origen por la máquina alemana Enigma. Se agregó un "5" faltante en la tabla, y se consideró que es la cifra correcta, porque solo el número 713 555 arroja el total correcto de 1 274 166, y también el Informe Korherr de 1943 corrobora que el número total de 1 274 166 judíos sometidos a "tratamiento especial" (Sonderbehandlung) en el distrito del Gobierno General de Polonia, es correcto hasta el último dígito incongruente. La versión decodificada británica del telegrama sería casi seguro un error de transcripción, ya que la seguridad británica claramente no se dio cuenta de lo que trataba este mensaje (ver arriba). Es poco probable que el error numérico haya sido notado por ellos en ese momento. Es cierto que la interceptación y la decodificación no eran 100% precisas (ver reproducción).
| 12. OMX de OMQ 1000 89 ? ? State secret! To the Reich Security Main Office, for the attention of SS Obersturmbannführer EICHMANN, BERLIN [...rest missed...] 13/15. OLQ de OMQ 1005 83 234 250 State secret! To the commander of the Security Police, for the attention of SS Obersturmbannführer HEIM, KRAKAU. Re: 14-day report Operation REINHARD. Reference: radiogram from there. Recorded arrivals until 31 December 42, L 12761, B 0, S 515, T 10335 totaling 23611. Situation [ ... ] 31 December 42, L 24733, B 434508, S 101370, T 71355, totaling 1274166. SS and police leader of Lublin, HOEFLE, Sturmbannführer. |

| 12. OMX de OMQ 1000 89 ? ? ¡Secreto de Estado! A la Oficina Principal de Seguridad del Reich, a la atención de SS Obersturmbannführer EICHMANN, BERLIN [...resto perdido...] 13/15. OLQ de OMQ 1005 83 234 250 ¡Secreto de Estado! Al comandante de la Policía de Seguridad, a la atención del SS Obersturmbannführer HEIM, KRAKAU. Asunto: informe del día 14 Operación Reinhard. Referencia: radiograma desde allí. Llegadas registradas hasta el 31 de diciembre del 42, L 12761, B 0, S 515, T 10335 totalizando 23611. Situación [ ... ] 31 de diciembre del 42, L 24733, B 434508, S 101370, T 71355, totalizando 1274166. Jefe de las SS y la policía de Lublin, HOEFLE, Sturmbannführer. |

## Importancia del documento
Según la Agencia de Seguridad Nacional de EE. UU. Y los historiadores del Holocausto, "parece que los analistas británicos que habían descifrado el mensaje no captaron la importancia de este mensaje en particular. Sin duda, esto sucedió porque el mensaje en sí contenía solo las letras identificativas de los campos de exterminio seguidos por los totales numéricos. La única pista habría sido la referencia a la Operación Reinhard, cuyo significado -el plan para eliminar a los judíos polacos que lleva el nombre del general SS asesinado Reinhard Heydrich- también probablemente era desconocido en ese momento para el descifradores en Bletchley".
El radiotelegrama de Höfle es una de las dos pruebas probatorias que hacen uso de números muy precisos, sugiriendo su origen común; el otro es el Informe Korherr a Himmler por el estadístico profesional Dr. Richard Korherr desde enero de 1943. Ambos citan exactamente la misma cantidad de judíos "procesados" durante la Operación Reinhard. Además de proporcionar totales idénticos al 31 de diciembre de 1942, el telegrama Höfle también indica que el campo de Lublin (Majdanek) fue parte de la Operación Reinhard de Odilo Globocnik, un hecho que los historiadores no habían realizado previamente.
| Destinos                      | Transportes durante 2 semanas antes del 31 de diciembre de 1942 | Suma total al 31 de diciembre de 1942 |
| L (Lublin, es decir Majdanek) | 12 761                                                          | 24 733                                |
| B (Serłżec)                   | 0                                                               | 434 508                               |
| S (Sobibor)                   | 515                                                             | 101 370                               |
| T (Treblinka)                 | 10 335                                                          | 713 555                               |
| Total                         | 23 611                                                          | 1 274 166                             |

## Citas
- Datos: Q153808
- Multimedia: Hoefle Telegram / Q153808